# 格林菲爾德山 (康乃狄克州)
格林菲爾德山（英語：Greenfield Hill）是位於美國康乃狄克州費爾菲爾德縣費爾菲爾德境內的一個歷史街區。

## 地理
格林菲爾德山的座標為41°10′37″N 73°17′33″W / 41.17694°N 73.29250°W，而該地的平均海拔高度為78米（即256英尺）。